# Patch Grove (hrabstwo Grant)
Patch Grove – wieś w Stanach Zjednoczonych, w stanie Wisconsin, w hrabstwie Grant.